# Coppa Italia 2025 (pallacanestro in carrozzina)
La Coppa Italia di pallacanestro in carrozzina 2025, nota anche come Coppa Italia - Trofeo Antonio Maglio 2025, si è disputata dal 22 al 23 febbraio 2025 al Palasport Alberto Mura di Porto Torres.

## Squadre
Le squadre qualificate sono le prime quattro classificate al termine della stagione regolare della Serie A 2024-2025.
1. Briantea 84 Cantù
2. Santo Stefano
3. GSD Porto Torres
4. Farmacia Pellicanò Reggio Calabria BIC

## Tabellone
|  | Semifinali                             | Semifinali                             | Semifinali       |                  |                   | Finale            | Finale | Finale |  |
|  |                                        |                                        |                  |                  |                   |                   |        |        |  |
|  | Briantea 84 Cantù                      | Briantea 84 Cantù                      | 59               |                  |                   |                   |        |        |  |
|  | Briantea 84 Cantù                      | Briantea 84 Cantù                      | 59               |                  |                   |                   |        |        |  |
|  | Farmacia Pellicanò Reggio Calabria BIC | Farmacia Pellicanò Reggio Calabria BIC | 43               |                  |                   |                   |        |        |  |
|  | Farmacia Pellicanò Reggio Calabria BIC | Farmacia Pellicanò Reggio Calabria BIC | 43               |                  | Briantea 84 Cantù | Briantea 84 Cantù | 67     |        |  |
|  |                                        |                                        |                  |                  | Briantea 84 Cantù | Briantea 84 Cantù | 67     |        |  |
|  |                                        |                                        | GSD Porto Torres | GSD Porto Torres | 73                |                   |        |        |  |
|  | Santo Stefano                          | Santo Stefano                          | GSD Porto Torres | GSD Porto Torres | 73                | 73                |        |        |  |
|  | Santo Stefano                          | Santo Stefano                          |                  |                  |                   |                   |        |        |  |
|  | GSD Porto Torres                       | GSD Porto Torres                       | 75               |                  |                   |                   |        |        |  |

### Tabellini

#### Semifinali
| Arbitri: | Uldanck Iaia Fiorin |

| |            | |
| Carossino 17 | Punti      | 12 Sripirom |
| Berdun, Poggenwisch 5 | Assist     | 3 Marcondes |
| Carossino, De Maggi 8 | Rimbalzi   | 6 Marcondes |
| 7 Patzwald• 14 Berdun• 22 Carossino 26 De Maggi• 50 Barbibay 00 Sbuelz• 1 Poggenwisch• 9 Tomaselli• 11 Bellers• 12 Veloce• 19 Geninazzi• 24 Fikov | Formazioni | 2 Pimkorn• 9 Blomquist• 10 Marcondes• 21 Sripirom• 88 Messina 4 Likic• 6 Carvalho• 7 Ivanov• 13 D'Anna• 17 Correia |
| Josef Jaglowski | Allenatori | Antonio Cugliandro                                                                                                 |

| Arbitri: | De Mattia Della Cese Biancalana |

| |            | |
| Giaretti 24 | Punti      | 34 Łuszyński                                                                                       |
| Vigoda 7 | Assist     | 13 Łuszyński                                                                                       |
| Bedzeti 9 | Rimbalzi   | 11 Efeturk, Łuszyński                                                                              |
| 4 Raimondi• 14 Vigoda• 16 Giaretti• 22 Becker• 29 Bedzeti 5 Henriot• 7 Balsamo• 13 Scandolaro• 15 Bassoli• 17 Watson• 30 Cini• 39 La Terra | Formazioni | 3 Oğuz• 7 Efeturk• 11 Łuszyński• 23 Korkmaz• 25 Ciciou 2 Caiazzo• 6 Simula• 8 Bobbato• 14 Puggioni |
| Roberto Ceriscioli | Allenatori | Claudio Mura                                                                                       |

#### Finale
| Arbitri: | Uldanck De Mattia Iaia |

| |            | |
| Berdun 28 | Punti      | 24 Łuszyński |
| Carossino 9 | Assist     | 14 Efeturk |
| Bellers 12 | Rimbalzi   | 9 Efeturk |
| 1 Poggenwisch• 7 Patzwald• 14 Berdun• 22 Carossino 26 De Maggi 00 Sbuelz• 9 Tomaselli• 11 Bellers• 12 Veloce• 19 Geninazzi• 24 Fikov• 50 Barbibay | Formazioni | 3 Oğuz• 7 Efeturk• 11 Łuszyński• 23 Korkmaz• 25 Ciciou 2 Caiazzo• 6 Simula• 8 Bobbato• 14 Puggioni• 19 Congiata |
| Josef Jaglowski | Allenatori | Claudio Mura |